# Hârlău
Hârlau là một thị xã thuộc hạt Iași, România. Dân số thời điểm năm 2002 là 11271 người.